# Sclerotium complanatum
Sclerotium complanatum är en svampart som beskrevs av Tode 1790. Sclerotium complanatum ingår i släktet Sclerotium och riket svampar.   Inga underarter finns listade i Catalogue of Life.